# Symplocos fuscata
Symplocos fuscata är en tvåhjärtbladig växtart som beskrevs av B. Ståhl. Symplocos fuscata ingår i släktet Symplocos och familjen Symplocaceae. Inga underarter finns listade i Catalogue of Life.